# Ду Лі
Ду Лі  (кит.: 杜丽, 5 березня 1982) — китайська спортсменка, стрілець, олімпійська чемпіонка.

## Виступи на Олімпіадах
| Олімпіада  | Дисципліна                                     | Місце |
| ---------- | ---------------------------------------------- | ----- |
| Афіни 2004 | пневматична гвинтівка, 10 м                    | 1     |
| Пекін 2008 | пневматична гвинтівка, 10 м                    | 5     |
| Пекін 2008 | дрібнокаліберна гвинтівка, 50 м, три положення | 1     |
| Ріо 2016   | пневматична гвинтівка, 10 м                    | 2     |
| Ріо 2016   | дрібнокаліберна гвинтівка, 50 м, три положення | 3     |